# Michałowo (ville)
Pour les articles homonymes, voir Michałowo.
Michałowo est une ville de la voïvodie de Podlachie et du powiat de Białystok. Elle est le siège de la gmina de Michałowo ; elle s'étend sur 2,14 km² et comptait 3621 habitants en 2008.